# Charles Van Oemberg
Charles Joseph Vanoemberg connu sous le nom de Charles Van Oemberg, né le 9 octobre 1824 à Limelette et mort le 15 septembre 1901 à Mons, est un sculpteur belge. 

## Biographie
Charles Van Oemberg est le fils du fermier Jean Louis Vanoemberg et d'Anne Joseph Hautfenne. Il étudie à l'Académie de Bruxelles comme élève de Louis Jehotte et travaille dans l'atelier de Charles-Auguste Fraikin. Il épouse Marie Elisabeth Thérèse Bienvenu en 1855 à Molenbeek-Saint-Jean. 
Il réalise, entre autres, des bustes, des groupes de sculptures, des monuments commémoratifs et des statues et prend part à des expositions nationales et internationales, notamment aux salons de Bruxelles (à partir de 1851) et d'Anvers, à l'Exposition universelle de Paris (1867) et à l'Exposition universelle de Bruxelles (1888). En 1883, il succède à Charles Brunin comme professeur à l'Académie de Mons. Parmi ses élèves figurent Léon Gobert, Emil Van den Bossche (de) et Charles Van der Stappen. En 1899, Paul Du Bois lui succède.

## Œuvres
- 1859 : Allégorie de la Belgique, monument à Wavre commémorant le jubilé d'argent du gouvernement belge.
- 1858–1859 : statues de Marie de Brabant, Oda d'Ardenne, Louis III le Jeune et Liutgard pour la façade de l'Hôtel de ville de Bruxelles[6].
- 1862 : Buste de l'architecte Tieleman Franciscus Suys (1783-1861).
- Vers 1864 : Buste du roi Léopold Ier de Belgique.
- 1866 : Buste du Lieutenant Général Chapelié devant un monument de l'École Militaire.
- 1867 : Statue de Saint Josse devant l'église de Saint-Josse-ten-Noode.
- 1871 : images allégoriques de l'Amérique et de l'Europe pour la façade latérale de la Bourse de Bruxelles.
- 1874 : statues d'Isabelle de Danemark et de Marie de Hongrie pour la façade de l'Hôtel de Ville de Bruxelles[6].
- 1874 : Buste de Théophile Fallon.
- 1875 : Buste de l'homme politique Eugène Defacqz (1797-1871), collection de la Cour de cassation.
- 1878 : Buste de l'artiste Jean-Baptiste Madou, collection Musée Charlier[7].
- 1887 : Autel principal néogothique pour la chapelle Notre-Dame de Gaverland, conçu par l'architecte J.A. Clarysse.
- 1893 : Portrait en médaillon de Jean-Charles Houzeau pour le Monument Astronomique et Météorologique de Mons.

## Galerie

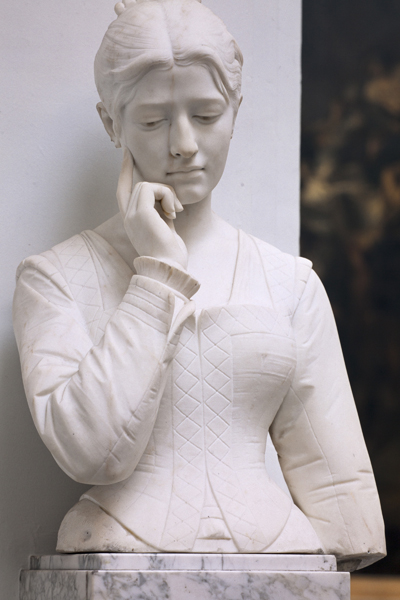
Buste de jeune femme, collection du Musée des Beaux-Arts de Tournai.
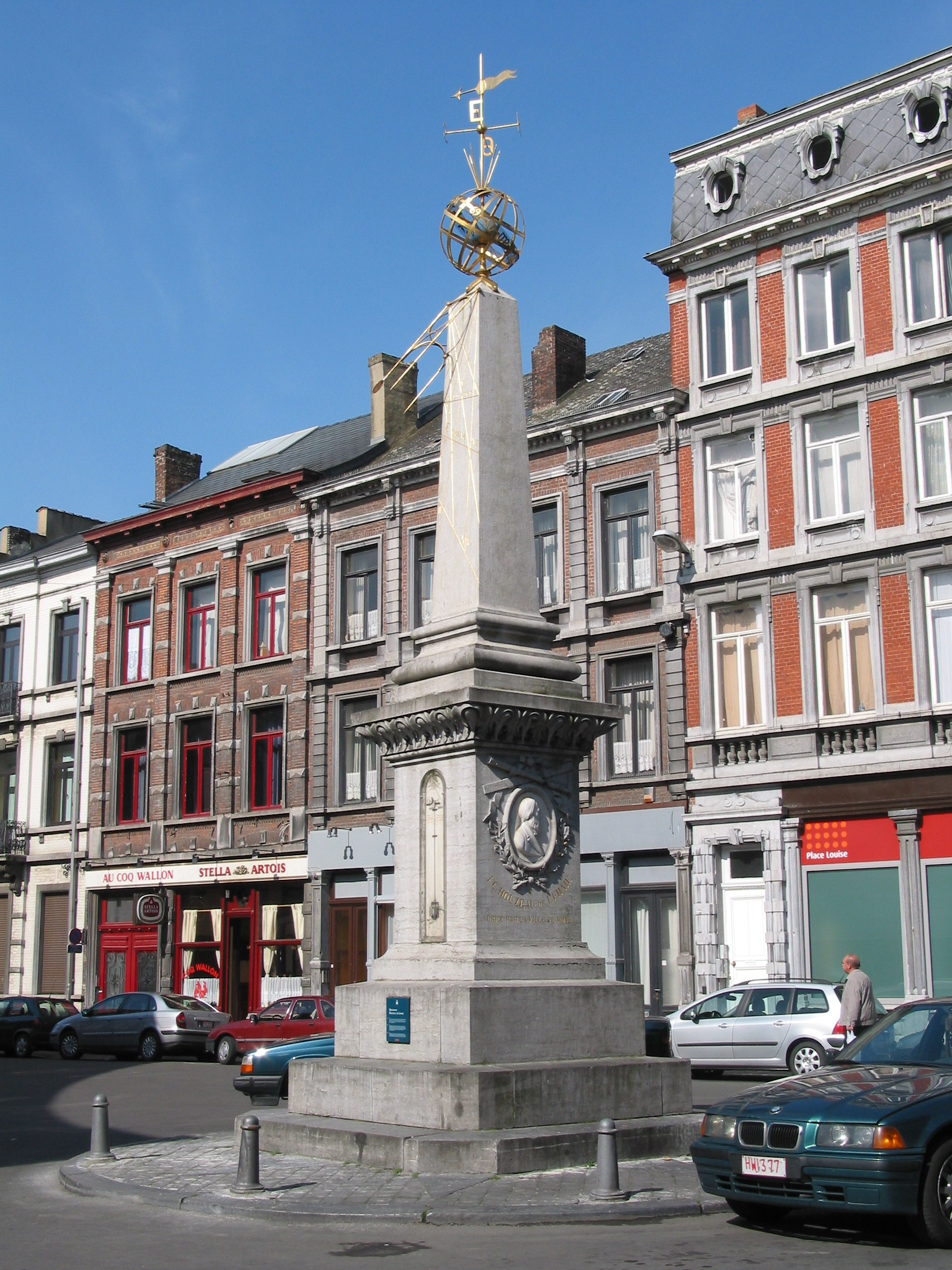
Monument astronomique et météorologique, Bergen.
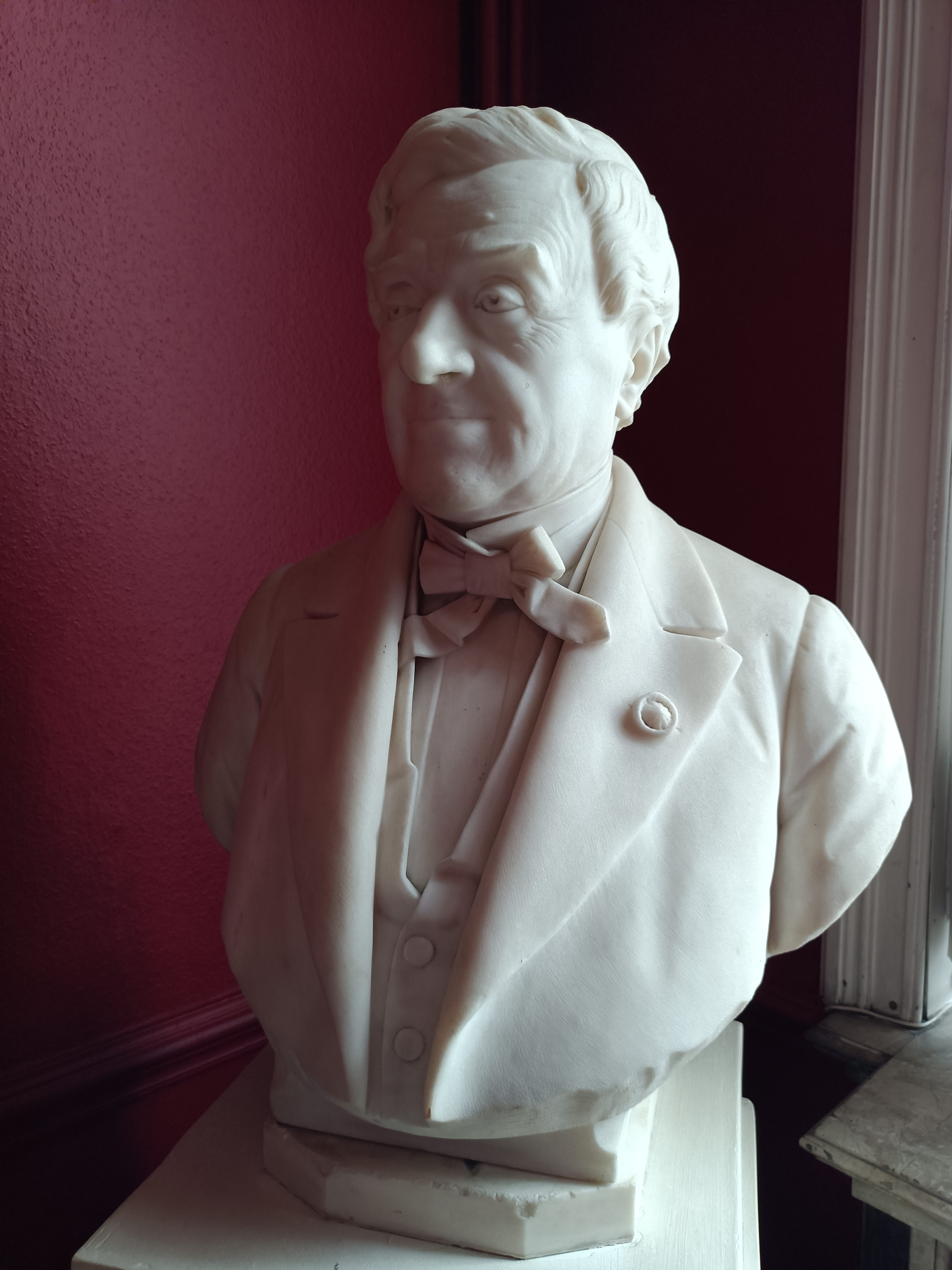
Buste de Jean-Baptiste Madou.
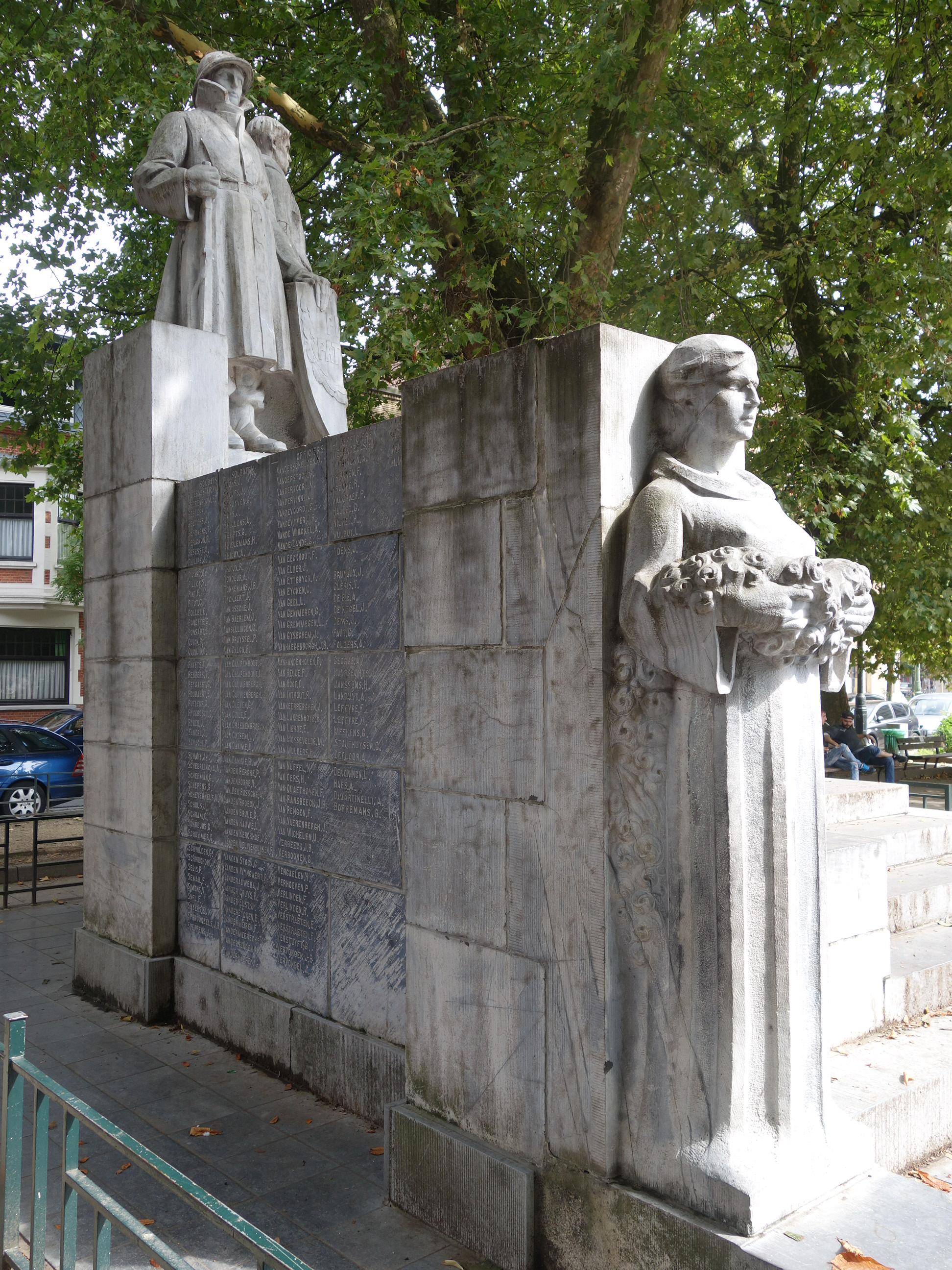
Détail du monument aux morts de Molenbeek-Saint-Jean.